# 国際車いすバスケットボール連盟

国際車いすバスケットボール連盟（こくさいくるまいすバスケットボールれんめい、英語: International Wheelchair Basketball Federation）は、下肢障害者が車いすバスケットボールの試合をする機会を提供することを目的とした非営利団体で、車いすバスケットボールを統括する国際団体である。略称IWBF。IWBFは1989年に設立。現在は53の国・地域が加盟している。

## 設立趣旨
- 公式の車椅子バスケットボール規則の確立
- レフリー、分類者、コミッショナー、審査官のトレーニングと認定の基準の確立

- プレーヤーの分類と、プレーヤーIDカードおよびプレーヤー分類カードの発行と管理

- プレーヤーの移の規制

- 資金調達、料金徴収、寄付と助成金の受け取り、IWBFの目的と目的を促進するためにのみ使用

- 車いすバスケットボールのメリットを一般の人々に周知するために、コミュニケーション、広報、デモンストレーションイベントを含む組織化されたマーケティングプログラムを実施[1]

## 傘下組織
- IWBFヨーロッパ
- IWBFアメリカ
- IWBFアジアオセアニア
- IWBFアフリカ

## 主催大会
- IWBF車いすバスケットボール世界選手権
- IWBF男子U23車いすバスケットボール世界選手権
- IWBF女子U25車いすバスケットボール世界選手権
- パラリンピックの車いすバスケットボール競技（主管）